# Claudius Silvanus
Claudius Silvanus (? – 7. září 355, Colonia Agrippina) byl římský vojevůdce franského původu, který se v létě roku 355 prohlásil římským císařem. Podle antických pramenů se u moci udržel pouhých 28 dní.

## Původ a kariéra
Narodil se pravděpodobně v Galii. Jeho otcem byl franský vojevůdce Bonitus, který se vyznamenal za války císaře Konstantina Velikého proti Liciniovi.  Není známo, kdy Silvanus vstoupil do armády, ví se jen, že za uzurpátora Magnentia velel jezdcům a před bitvou u Mursy (351) přešel na stranu Magnentiova protivníka Constantia II. Později ho císař povýšil do hodnosti velitele pěchoty (magister peditum) a poslal ho zastavit vpády zarýnských Germánů, což se mu i podařilo.

## Uzurpace
Silvanus měl u císařského dvora mnoho nepřátel. Jeden z nich, Dynamius, se pokusil s vědomím dalších, vysoce postavených členů císařského dvora jako byl např. prefekt praetoria Lampadius, zfalšovat Silvanovy dopisy tak, aby se jevilo, že tajně usiluje o císařský trůn. Tyto listy pak Dynamius předal chorobně podezíravému císaři. Ten okamžitě vyslal jakéhosi Apodemia, aby Silvana přivedl. Ten však místo toho, po svém příchodu do Galie, začal ruinovat Silvanův majetek, jako by již byl odsouzen.
Zatím se podařilo Silvanovým přátelům na císařově dvoře dokázat, že dopisy jsou podvržené, a jejich autoři se nakonec na mučidlech přiznali. Přesto byli všichni zproštěni obvinění a hlavní iniciátor Dynamius byl dokonce jmenován correctorem v Etrurii a Umbrii. 
Silvanus však o tom nic netušil a v očekávání jisté záhuby se rozhodl obrátit o ochranu ke svým Frankům. Protože neviděl z celé situace jiného východiska, prosbami a sliby přesvědčil své vojáky, aby jej 11. srpna 355 v Colonii Agripinně provolali císařem.

## Smrt
Constantius II. se o jeho uzurpaci dozvěděl v Mediolanu (dn. Milán). Pro její potlačení si vybral Ursicina.  Jeho záměrem bylo,  aby se Silvanus nedozvěděl, že již císař o jeho uzurpaci ví, proto Ursicina vyslal zdánlivě jen proto, aby jej vystřídal ve velení v Germánii. Součástí tohoto poselstva byl i historik Ammianus Marcellinus.
Silvanus Ursicina přijal jako přítele a často si mu stěžoval na císařovu nevděčnost, která je oba postihla. Mezitím se začaly Silvanovy oddíly bouřit kvůli nedostatku potravin a toho právě využil Ursicinus k jeho odstranění. Podplatil několik vojáků a ti pak Silvana zavraždili.